# Axel Beater
Axel Beater (* 1961 in Braunschweig) ist ein deutscher Rechtswissenschaftler und derzeit Lehrstuhlinhaber an der Universität Greifswald.
Beater studierte von 1981 bis 1986 Rechtswissenschaft an den Universitäten Mannheim und Göttingen. Dort promovierte er auch 1988 zum Dr. jur. und wurde von 1991 bis 1995 ebenfalls in Göttingen Wissenschaftlicher Assistent am Lehrstuhl für Bürgerliches Recht und Rechtsvergleichung bei Uwe Blaurock. 1994 erfolgte in Göttingen seine Habilitation für Bürgerliches Recht, Handels- und Wirtschaftsrecht, Steuerrecht und Rechtsvergleichung. Es folgten Lehrstuhlvertretungen an den Universitäten Regensburg, Konstanz und München; seit dem 1. Oktober 1996 ist er Lehrstuhlinhaber in Greifswald.
Das Hauptinteresse Beaters liegt in den Bereichen Wettbewerbsrecht, Kartellrecht und Immaterialgüterrecht.

## Veröffentlichungen (Auszug)
- Axel Beater: Medienrecht. 2. Auflage. 2016, ISBN 978-3-16-152030-3.
- Axel Beater: Unlauterer Wettbewerb. 1. Auflage. 2011, ISBN 978-3-16-150866-0.